# Poliuto

Poliuto là vở opera bi kịch 3 màn của nhà soạn nhạc người Ý Gaetano Donizetti. Tác phẩm này được viết lời bởi Salvadore Cammarano, dựa trên vở kịch của Pierre Corneille có tên Polyeucte. Vở opera của Donizetti phản ánh cuộc đời của một thánh tử vì đạo của đạo Cơ Đốc có tên Thánh Polyeuctus. Chính vì chủ đề này mà thành phố Napoli đã không cho trình diễn và nó chỉ được công diễn từ năm 1848, khi Donizetti đã ra đi.